# 楽園への進撃
『楽園への進撃』（らくえんへのしんげき）は、Linked Horizonの3枚目のシングル。2018年9月19日にポニーキャニオンから発売された。

## 概要
前作「自由への進撃」から約5年ぶりとなるシングル。収録曲の「暁の鎮魂歌（あかつきのレクイエム）」はテレビアニメ『進撃の巨人Season3』のEDテーマに起用されている。『進撃の巨人Season3』放送開始時点ではEDテーマ担当アーティスト発表されておらず、また第1話(38話)にはEDがなかったため、第2話(39話)放送時に初公表、楽曲も初公開となった。
「暁の鎮魂歌」に関し、Season3のOPがこれまでLHが担当してきたOPテーマのような勢いのある楽曲になるため、その「棲み分け」をしてほしいと制作サイドよりオーダーされた。Revoはそれを受け、「毎話誰かが死んでゆく『進撃の巨人』のストーリーに対して、それぞれの死に寄り添えるような楽曲」を目指し、「レクイエム」という形になった。
また、「革命の夜に」は「紅蓮の弓矢」や「自由の翼」など、従来の”Linked Horizon的な”楽曲として制作。「音の洪水のような、音楽の暴力」と解説しつつ、「Sound HorizonやLinked Horizonと名称は分けているが、物語と音楽の融和というものに壁はない」ものを表現したと言及している。
店舗別購入特典はデカジャケットの他、チェンジングジャケットとしてエレンver.、リヴァイver.、ハンジver、クリスタver.の4種類があったが、クリスタver.は第46話放送後、「彼女の決意と行動、そしてあの名乗りを讃え」、クリスタ→ ヒストリア ver.へ名称が変更された。
初回限定盤に付属するMVはコマ撮り映像作家ワタナベサオリが監督。

## 収録曲

### CD
1. 黄昏の楽園 （3:56）
2. 革命の夜に （5:14）
3. 暁の鎮魂歌 （4:01）

### Blu-ray
※初回限定版のみに付属
1. 暁の鎮魂歌-Music Video-

## 参加アーティスト
- Revo - 全作詞・作曲・編曲、ボーカル
- すずかけ児童合唱団（合唱指揮：伊東えり）- ボーカル
- サッシャ - ナレーション
- YUKI - ギター
- 長谷川淳 - ベース
- 五十嵐宏治 - キーボード
- 淳士 - ドラム
- 三沢またろう - パーカッション
- 朝川朋之 - ハープ
- 弦一徹 - ストリングス
- 高桑英世 - 木管アンサンブル
- 鈴木正則 - ブラスセクション
- VocesTokyo（合唱指揮：木場義則）- コーラス
- 内藤貴司ホルンセクション